# Albert Čuk
Albert Čuk, slovenski gospodarstvenik in javni delavec, * 2. november 1930, Bilje pri Gorici, † 14. februar 1993, Merlo, Argentina.

## Življenje in delo
Ljudsko šolo je končal v rojstnem kraju. Družina v kateri je bilo sedem otrok je veliko pretrpela med fašističnim režimom in med 2. svetovno vojno. Tudi po vojni jih je oblast preganjala. Zato se je družina odločila, da se umakne iz domačega kraja, najprej v Gorico, nato v begunsko taborišče pri Bagnoliju, od tam pa v Buenos Aires, kamor so prišli 22. januarja 1948. V Argentino je prišel star 17 let in se takoj zaposlil kot navadni delavec. Delal je v raznih podjetjih in ob trdem delu obiskoval znano industrijsko šolo Otto Krause. Med tem je v službah, kjer je služboval napredoval, in začel opravljati tudi vodilna  dela. V začetku 70-tih let 20. stoletja je v Caserosi, premestju Buenos Airesa, ustanovil lastno podjetje »Establicemento Albero Cuk«, ki je izdelovalo majhne elektromotorje, ventilatorje in aerosole v razpršilnikih. Deset let kasneje je obrat povečal in specializiral za proizvodnjo električnih medicinskih aparatov. Tedaj je tudi spremenil naziv podjetja v »C.J.V.« (C je začetnica priimka, J je začetnica imena sina Jurija, V je začetnica imena hčerke Viviane).
Po prihodu v Argentino se je vključil v delo slovenskih izseljeniških organizacij. Leta 1951 se je včlanil v društvo Naš dom. Naš dom je bilo eno od društev, ki so ga ustanovili slovenski ekonomski priseljenci, ki so v Argentino prišli pred 2. svetovno vojno. Kasneje se je Naš dom združil z drugimi v enotno organizacijo - Slovensko-jugoslovansko podporno društvo Triglav. Tudi v novem društvu, ki je združevalo predvsem ekonomske priseljence je Čuk opravljal različna funkcionarska dela. Najpomembnejše Čukovo delo za slovensko skupnost v Argentini pa je bilo vodenje rednih sobotnih uro in pol dolgih radijskih oddaj Slovenski kotiček. Z vodenjem oddaj je pričel 6. decembra 1987 in jih vodil do smrti. Vse stroške, ki so nastali je plačeval sam. Glavni del oddaje je bil, kot predvideva argentinska zakonodaja, v španskem jeziku, le del pa v slovenščini. Oddajo je bilo slišati skorajda po celem ozemlju Argentine in tudi v Urugvaju. Poslušalo jo je več kot 100.000 ljudi, predvsem Slovencev in njihovih potomcev, pa tudi drugi priseljenci. Z radijsko oddajo je želel premostiti pregrade med predvojnimi ekonomskimi priseljenci in priseljenci politične emigracije, ki so v Argentino prišli po 2. svetovni vojni.